# Parboiling

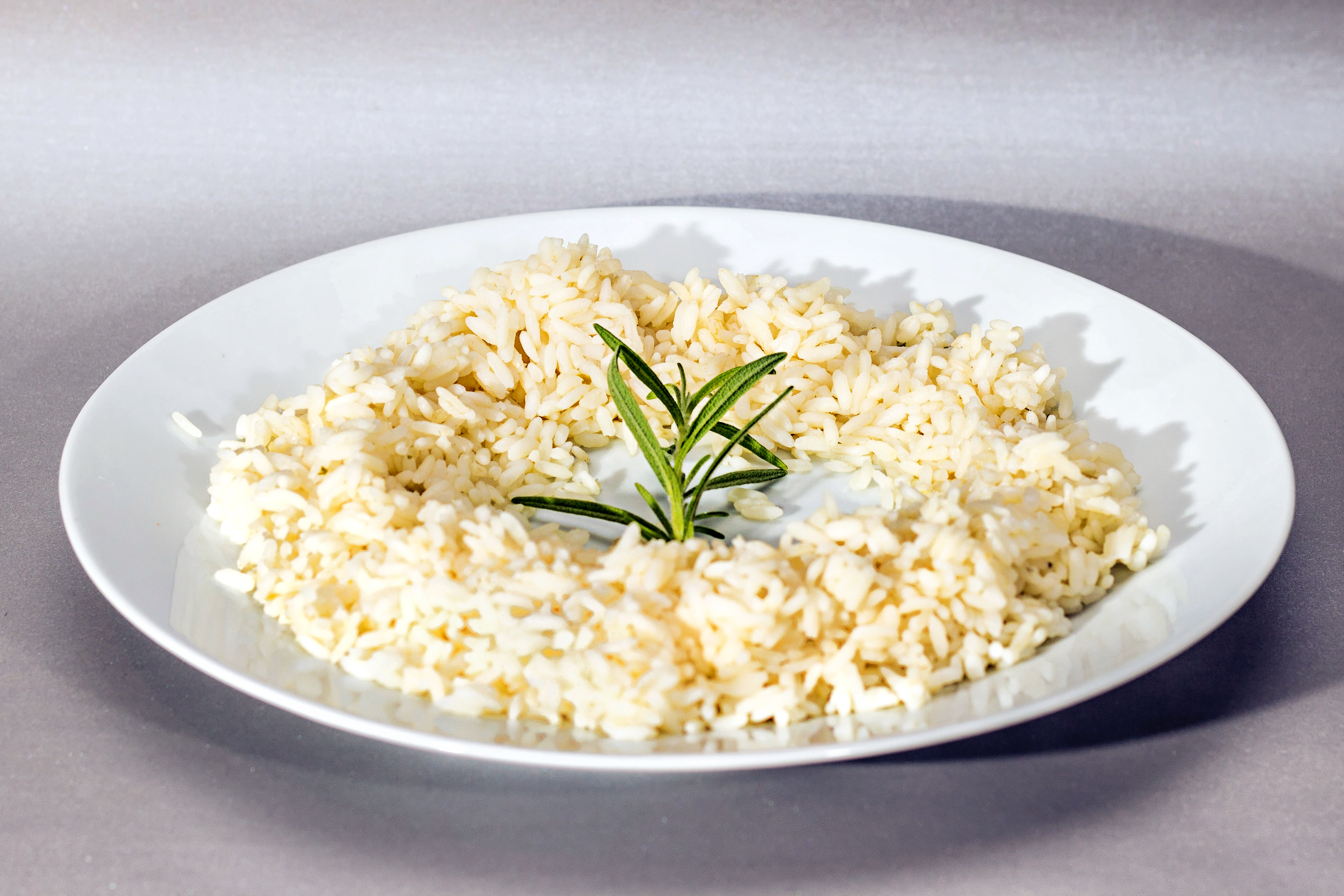
Gekochter Parboiled-Reis

Parboiling (englisch; Kofferwort aus partially boiled, „teilweise gekocht“) ist ein industrielles Verfahren der Behandlung von Reis (Endprodukt Parboiled-Reis) oder anderem Getreide (siehe Graupen). Etwa ein Fünftel der Weltproduktion an Reis wird zu Parboiled-Reis verarbeitet.

## Herstellung
Zur Herstellung von Parboiled-Reis wird Rohreis (Paddy-Reis), der noch von Deckspelzen umgeben ist, in mehreren Schritten zunächst eingeweicht, dann mit heißem Dampf behandelt, anschließend getrocknet und erst danach geschält und poliert.

## Eigenschaften
Durch das Parboiling-Verfahren gelangen etwa 80 Prozent der im Silberhäutchen enthaltenen Vitamine und Mineralstoffe in das Innere des Reiskorns, dadurch ist Parboiled-Reis ernährungsphysiologisch wertvoller als geschälter weißer Reis und hat auch bessere Struktureigenschaften (höheren Dextrin- und niedrigeren Amylosegehalt). Gekochter Parboiled-Reis hat durch seinen Gehalt an Aromavorläufern (Precursoren) einen etwas kräftigeren Geschmack. Er hat eine kürzere Garzeit als Vollkornreis.
Während des Parboiling-Verfahrens wird gleichzeitig die Oberfläche der Reiskörner durch die enthaltene Stärke verkleistert; dadurch verringert sich der Anteil an Bruch beim Schleifen der Körner deutlich. Parboiled-Reis hat eine leicht gelbliche Farbe, die beim Kochen verschwindet. Durch das Parboiling-Verfahren wird der gekochte Reis fester und weniger klebrig; für einige Gerichte wie Risotto oder Sushi eignet sich Parboiled-Reis deshalb nicht.

## Geschichte
In den frühen 1910er Jahren entwickelte der deutsch-britische Erfinder Erich Huzenlaub (1888–1964) das erste Parboiling-Verfahren, im englischen Sprachraum auch als Huzenlaub Process bekannt. Danach entwickelte der Unternehmer Gordon Harwell (Direktor von Converted Rice Inc., dem Vorläufer von Ben’s Original) ein weiteres Verfahren zum Parboiling.

## Schematische Darstellung des Parboiling-Verfahrens bei Reis
|  | Rohreiskörner (Paddy) |
|  | Der vergrößerte Ausschnitt zeigt symbolisch die im Silberhäutchen enthaltenen Vitamine und Mineralstoffe.                                                                        |
|  | Dem Rohreis wird mittels Vakuums alle Luft entzogen. In lauwarmem Wasser eingeweicht, lösen sich dann die in Keimling und Silberhäutchen enthaltenen Vitamine und Mineralstoffe. |
|  | Anschließend werden mit Wasserdampf und hohem Druck die wasserlöslichen Inhaltsstoffe ins Innere des Reiskornes gepresst.                                                        |
|  | Nochmals heißem Dampf ausgesetzt, wird die Oberflächenstärke der Reiskörner gehärtet. Durch diese Versiegelung bleiben die Nährstoffe im Korn. Zuletzt erfolgt die Trocknung.    |

## Vergleich der Inhaltsstoffe
Angaben jeweils in mg/100 g verzehrbare Substanz
| Inhaltsstoff | Naturreis | polierter Reis | Parboiled-Reis |
| ------------ | --------- | -------------- | -------------- |
| Vitamin B1   | 0,4       | 0,06           | 0,5–1,0        |
| Niacin       | 5,4       | 1,6            | 4,7            |
| Vitamin E    | 1,5       | Spuren         | 0,8            |

Anmerkung: Roher Reis enthält etwa 40 % Schalen, die in der Schälmühle entfernt werden.
Die Mangelerkrankung Beri-Beri wird auf den Mangel an Thiamin (Vitamin B1) zurückgeführt.
Gemäß einem FAO-Beschluss soll der Gehalt an Vitamin B1 bei gemahlenem Reis in Süd- und Ostasien mindestens 0,18 mg/100 g betragen. Ohne Anreicherungsverfahren wie zum Beispiel Parboiling könnte diese Forderung nicht eingehalten werden.